# Lavertezzo
Lavertezzo é uma comuna da Suíça, no Cantão Tessino, com cerca de 1.118 habitantes. Estende-se por uma área de 58,1 km², de densidade populacional de 19 hab/km². Confina com as seguintes comunas: Brione, Corippo, Cugnasco, Frasco, Gerra, Gordevio, Gordola, Iragna, Locarno, Lodrino, Personico, Preonzo, Vogorno. 
A língua oficial nesta comuna é o Italiano.
Lavertezzo situa-se no vale da Verzasca, no cantão Tessino, e é conhecida como Vertezz pelas pessoas da zona.. 

## Património
- Ponte de pedra de Salti
- Igreja de Santa Maria do Anjos.